# Éric de Montmollin
Pour les articles homonymes, voir de Montmollin.
Éric de Montmollin, né à Neuchâtel le 18 décembre 1907 et mort à Lausanne le 26 février 2011, est un écrivain, enseignant et journaliste vaudois.

## Biographie
Originaire de Neuchâtel et de Provence, il entreprend des études à l'Université de Neuchâtel où il obtient une licence ès lettres.
En 1931, il quitte la Suisse pour la Chine où il exerce le métier d'enseignant pendant quatre ans.
Outre ses activités pédagogiques, Éric de Montmollin est également journaliste, président de la section suisse de la "Société européenne de culture", membre de l'Association vaudoise des écrivains et du PEN-Club. Ami de Denis de Rougemont et du théologien Roland de Pury, avec qui il a entretenu une longue correspondance, il a également publié des articles dans la revue Aujourd’hui. Il est l’auteur de Empire du Ciel (1941) et de Sur un temps trouble (1944) publié à La Baconnière.
Auteur de plusieurs essais, dont Image de Chine et Pays de Neuchâtel Éric de Montmollin a également écrit un roman biblique, David. En 1991, il reçoit le Prix des écrivains vaudois. En 2004, paraît aux éditions Antipodes La porte du paradis recueil de nouvelles écrites entre la fin des années 1930 et le début des années 1950.

## Sources
- « Éric de Montmollin », sur la base de données des personnalités vaudoises sur la plateforme « Patrinum » de la Bibliothèque cantonale et universitaire de Lausanne.
- sites et références mentionnés
- Anne-Lise Delacrétaz, Daniel Maggetti, Écrivaines et écrivains d'aujourd'hui, p. 273